# Blackberry Smoke
Blackberry Smoke est un groupe de rock sudiste américain. Il est originaire d'Atlanta en Géorgie.

## Inspirations
Il s'inspire du bluegrass, du blues et de la musique country.

## Membres
- Charlie Starr : guitare rythmique et chant
- Paul Jackson : guitare rythmique
- Brandon Still : clavier
- Britt Turner (†) : batterie
- Richard Turner : basse

## Biographie
Blackberry Smoke, formé en 2000, a rapidement constitué une base de fans fidèles lors de leurs concerts pour des artistes de premier plan, tels que Lynyrd Skynyrd, ZZ Top, le Zac Brown Band, George Jones et d'autres. Le groupe a fait entrer le rock sudiste dans le XXIe siècle en ignorant la mode et en s'en tenant à l'évangile selon Lynyrd Skynyrd. Le quintette dirigé par l'auteur-compositeur-interprète Charlie Starr, a adapté le mélange de hard rock, de blues et de country de Skynyrd à ses propres fins, développant ainsi un son musclé et direct qui a été bien mis en valeur sur The Whippoorwill de 2012, leur premier album à figurer dans les charts ; il a atteint la 40ème place du Top 200 du Billboard et la huitième place dans les charts country. En 2021, lorsqu'ils ont sorti You Hear Georgia sur Thirty Tigers, le groupe avait deux albums country numéro un à son actif, Holding All the Roses en 2015, et Like an Arrow l'année suivante. Un groupe qui a continué de proposer le genre de rock & roll qui était fait au bon vieux temps des années 1970. 

## Discographie

### Albums studio
- 2003 - Bad Luck Ain't No Crime (3 Legged Records)
- 2009 - Little Piece of Dixie (3 Legged Records)
- 2012 - The Whippoorwill (Earache Records)
- 2014 - Holding All the Roses (3 Legged Records)
- 2016 - Like an Arrow (Earache Records)
- 2018 - Find a Light (3 Legged Records)
- 2021 - You Hear Georgia (3 Legged Records / Thirty Tigers)
- 2024 - Be Right Here (3 Legged Records / Thirty Tigers)

### Albums en public
- 2014 - Leave a Scar: Live in North Carolina (Earache Records)
- 2019 - Homecoming - Live in Atlanta, Georgia 2018 (Earache Records)